# کورش یغمایی
کوروش یغمایی (زادهٔ ۱۲ آذر ۱۳۲۵) خواننده، آهنگساز، نوازنده و تنظیم‌کننده موسیقی اهل ایران است. او نوازندهٔ گیتار الکتریک و بنیان‌گذار موسیقی راک در ایران است.

## زندگی حرفه‌ای

### آغاز

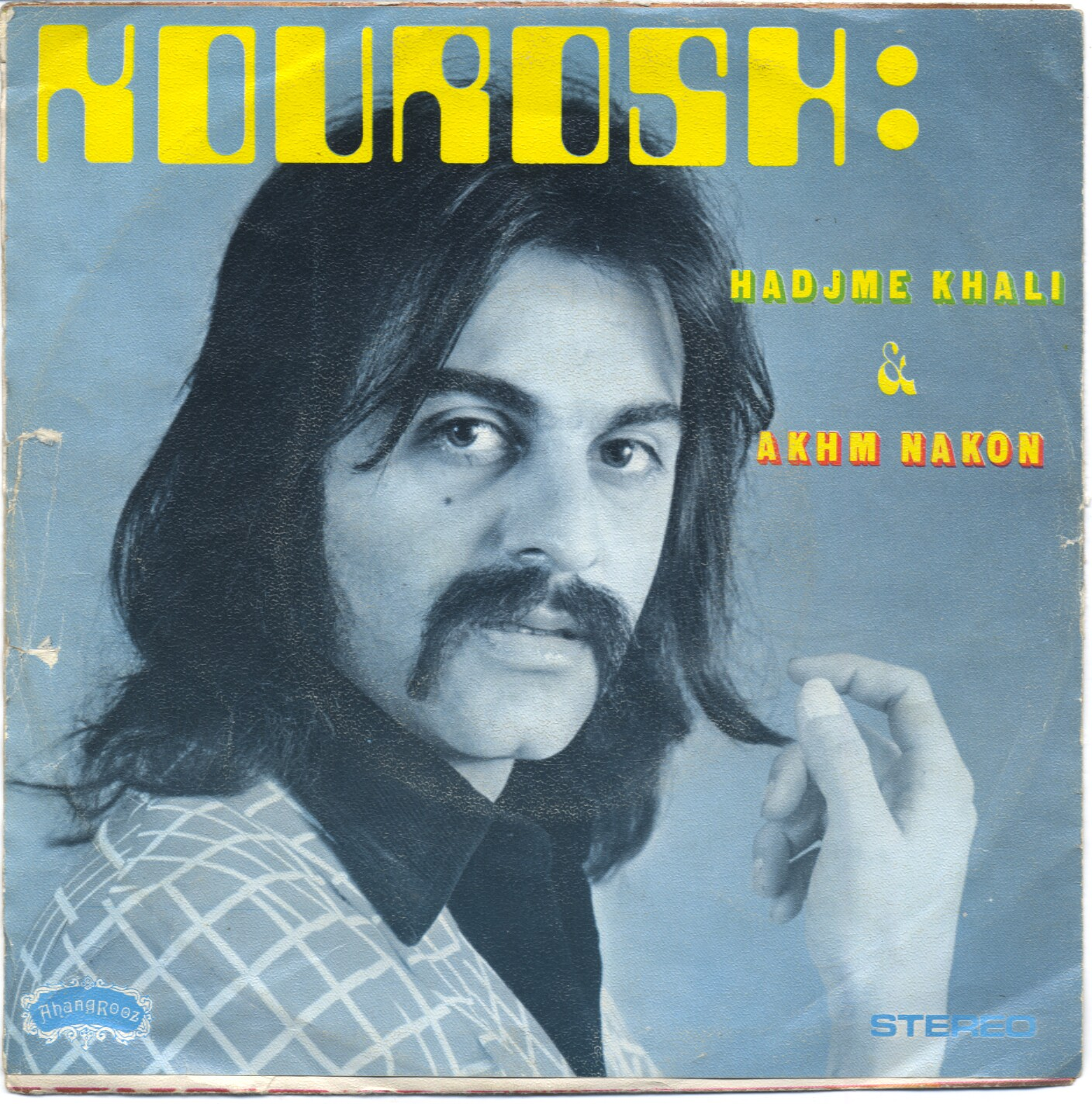
جلد صفحه گرامافون «حجم خالی» و «اخم نکن»

کوروش یغمایی فراگیری موسیقی را در کودکی و با ساز سنتور آغاز کرد. پس از چند سال کار در موسیقی سنتی ایران، گیتار (سازی که همواره به آن عشق می‌ورزید) را برگزید و همه توان خود را برای یادگیری این ساز به کار برد. گیتار تا به امروز ساز اصلی کوروش یغمایی است. او در فراگیری زمینه‌های گوناگون موسیقی هیچ‌گاه استادی نداشته است.
کوروش یغمایی کار جدی خود را در سن ۱۸ سالگی با ایجاد و سرپرستی و مدیریت گروه راک اینسترومنتال (سازی و بدون خواننده) «راپچرز» آغاز کرد. در این هنگام بر پایه چیره‌دستی و سبک ویژه نوازندگی در نواختن گیتار به او لقب «پنجه طلایی» داده‌بودند. در درازای گرفتن کارشناسی جامعه‌شناسی از دانشگاه ملی ایران، همواره سرپرست و مدیر گروه راک دانشگاه ملی بود و در مسابقات هنری دانشگاه‌های ایران که در دانشگاه شیراز برگزار شد بهترین رتبه را برای دانشگاه ملی به ارمغان آورد. کوروش یغمایی هم‌زمان با گرفتن مدرک کارشناسی، آهنگسازی بر روی چند شعر از همکلاسی و شاعر مهدی اخوان لنگرودی را آغاز کرد که با نام‌های گل یخ و حجم خالی به دوران حرفه‌ای موسیقی ایران راه یافتند. گل یخ، برپایه داشتن استانداردهای جهانی به سرعت به خارج از مرزهای ایران نفوذ کرد و در پی آن اجراهای گوناگونی در دیگر کشورهای جهان از این ترانه شکل گرفت که تاکنون نیز ادامه دارد. این نخستین باری بود که موسیقی ایران وارد عرصه‌های جهانی می‌شد.

### پس از انقلاب
پس از انقلاب ۱۳۵۷ ایران و ۱۶ سال ممنوعیت در کار موسیقی و خواندن آواز، در سال ۱۳۷۳ آلبوم «سیب نقره‌ای» را عرضه کرد. پس از آن، سه آلبوم «ماه و پلنگ»، «کابوس»، «تفنگ دسته نقره» و همچنین موسیقی فیلم گرگ‌های گرسنه را (بدون بهره‌مندی از استودیو و حتی ابزار لازم و کافی برای ضبط) ارائه کرد. این آثار آغازی دوباره برای ادامه موسیقی مدرن در ایران بودند. او هم‌اکنون نیز در ممنوعیت به‌سر می‌برد.

### انتشار در غرب
ایوتن آلاپات سرپرست و کارشناس ارشد شرکت Stones Throw و صاحب شرکت Now Again در سال ۱۳۸۸ (۲۰۱۰) با کوروش یغمایی و موسیقی او آشنا شد. در همان سال شرکت Now Again آلبومی به نام زنجیر خودت را بباف (FORGE YOUR OWN CHAINS) را در ایالات متحده آمریکا منتشر کرد که شامل پانزده قطعه از موسیقی‌دانان راک سال‌های ۱۹۶۸ تا ۱۹۷۴ بود. در این آلبوم ترانهٔ حجم خالی از کوروش یغمایی تنها نمایندهٔ خاورمیانه بود. ایوتن آلاپات انتشار این آلبوم را آغازی برای کشف دوباره کوروش در غرب دانست. این گزینش برای نخستین‌بار انگیزهٔ ثبت پژوهشی موسیقی مدرن ایران و ورود رسمی آن به گسترهٔ موسیقی جهانی شد.
در سال ۲۰۱۰ جشنوارهٔ موسیقی RedBull که در لندن برگزار می‌شود کوروش یغمایی را برای سخنرانی، دریافت جایزه و اجرای موسیقی دعوت کرد. در سال ۲۰۱۱ آلبوم مستقل کوروش با نام بازگشت از لبهٔ پرتگاه (Back From The Brink) توسط شرکت Now Again منتشر شد. این آلبوم بهترین تک‌آهنگ‌های او درسال‌های۱۹۷۳ تا ۱۹۷۹ است. انتشار این آلبوم مورد ستایش و استقبال گسترده نشریات و سایت‌های جهان قرار گرفت.
نشریه و وبگاه رولینگ استون آلبوم بازگشت از لبه پرتگاه را شایسته دریافت سه ستاره از چهار ستاره دانست. نشریهٔ MOJO هم آن را بهترین آلبوم ماهِ جهان معرفی کرد و چهار ستاره، امتیاز کامل، به آن داد و مجله Billboard با او گفتگو کرد. در همان سال جشنوارهٔ ترنس موزیکال (Trans Musicales) از کوروش یغمایی برای اجرا در فرانسه دعوت کرد.

### پدر راک ایران
به باور کارشناسان، کوروش یغمایی بنیان‌گذار موسیقی راک در ایران است و همگام با پیشروان این سبک موسیقی در جهان، گروه‌های رولینگ استونز و بیتلز و… این سبک موسیقی را، در ایران معرفی و شناساند. با تکیه برهمین پیشینه، او را پدر راک ایران لقب دادند. یکی از فن پیج های اصلی او اعلام کرد او در سال ۱۴۰۲ از دنیای موسیقی خداحافظی کرده است ولی هنوز کارهایی مانده که باید در دنیای موسیقی انجام دهد

## خانواده
کوروش یغمایی دارای سه برادر با نام‌های کیوان، کامران و کامبیز است که در موفقیت در عرصهٔ موسیقی راک با او شریک بودند. همچنین او در ۲۰ سالگی ازدواج کرد که حاصل این ازدواج سه فرزند به نام‌های کاوه، کامیل و ساتگین هستند که هر سه در زمینه موسیقی فعالیت می‌کنند. فرزند ارشد وی (کاوه یغمایی) اکنون ساکن کانادا است.
فرشته یغمایی همسر داریوش ارجمند خواهر کوروش یغمایی است.

## ترانه‌شناسی

### آلبوم‌ها
| #  | نام آلبوم            | سال       | توضیحات |
| -- | -------------------- | --------- | --- |
| ۱  | گل یخ                | ۱۹۷۳/۱۳۵۲ | اولین آلبوم کوروش یغمایی که توسط شرکت آهنگ روز تولید شد و در سال‌های پس از انقلاب توسط شرکت کلتکس رکوردز منتشر شد |
| ۲  | سل ۱ (پرنده مهاجر)   | ۱۹۷۹/۱۳۵۸ | |
| ۳  | سل ۲ (غروب بندر)     | ۱۹۸۰/۱۳۵۹ | |
| ۴  | سل ۳ (آرایش خورشید)  | ۱۹۸۱/۱۳۶۰ | آلبومی حاوی قطعات بازسازی قطعات فولکلور قدیمی ایرانی.                                                            |
| ۵  | تولدت مبارک          | ۱۹۸۴/۱۳۶۳ | آلبوم برای کودکان                                                                                                |
| ۸  | سیب نقره‌ای           | ۱۹۹۴/۱۳۷۳ | تولید و انتشار بعد از چند سال ممنوع الکاری                                                                       |
| ۹  | ماه و پلنگ           | ۱۹۹۶/۱۳۷۵ | |
| ۱۰ | کابوس                | ۱۹۹۷/۱۳۷۶ | |
| ۱۱ | تفنگ دسته نقره       | ۲۰۰۱/۱۳۸۰ | |
| ۱۲ | بازگشت از لبهٔ پرتگاه | ۲۰۱۱/۱۳۹۰ | آلبوم گرداوری شده                                                                                                |
| ۱۳ | ملک جمشید            | ۲۰۱۶/۱۳۹۵ | |
| ۱۴ | یاغی                 | ۲۰۲۴/۱۴۰۲ | |

## آهنگسازی و تنظیم برای دیگر خواننده‌ها
| خواننده      | نام ترانه           | ترانه‌سرا     | آهنگساز      | تنظیم        |
| ------------ | ------------------- | ------------ | ------------ | ------------ |
| عارف         | بهترین بهانه        | حسین نجفیان  | کوروش یغمایی | کوروش یغمایی |
| عارف         | بهترین بهانه        | حسین نجفیان  | کوروش یغمایی | عبدی یمینی   |
| ویگن         | خانهٔ غم             | ویگن         | کوروش یغمایی | کوروش یغمایی |
| ویگن         | حرم                 | ناصر مهدی‌پور | کوروش یغمایی | کوروش یغمایی |
| ویگن         | پنجره‌ها             | منصور تهرانی | کوروش یغمایی | کوروش یغمایی |
| ویگن         | من و او             | منصور تهرانی | کوروش یغمایی | کوروش یغمایی |
| فریدون فروغی | کوچه شهر دلم        | حسین نجفیان  | کوروش یغمایی | کوروش یغمایی |
| فریدون فروغی | قوزک پا (اجرای دوم) | مسعود امینی  | فریدون فروغی | کوروش یغمایی |
| هومن محمودی  | اولین ترانه         | حسین نجفیان  | کوروش یغمایی | کوروش یغمایی |
| کاوه یغمایی  | یادش بخیر           | روزبه بمانی  | کوروش یغمایی | کاوه یغمایی  |
| کاوه یغمایی  | زخمی                | روزبه بمانی  | کوروش یغمایی | کاوه یغمایی  |

## موسیقی فیلم
- گرگ‌های گرسنه